# Шумунда
Шумунда — село в Кыринском районе Забайкальского края России. Административный центр сельского поселения «Шумундинское».

## География
Село находится в центральной части района, на берегах реки Прямой Шевартай (бассейн реки Агуцы), на расстоянии примерно 47 километров (по прямой) к западу-юго-западу (WSW) от села Кыра. Абсолютная высота — 1113 метров над уровнем моря.
Климат
Климат характеризуется как резко континентальный, с продолжительной холодной зимой и относительно жарим и влажным летом. Средняя температура самого тёплого месяца (июля) составляет 12 — 18 °С. Средняя температура самого холодного месяца (января) — −22 — −24 °С Годовое количество осадков — около 350 мм.
Часовой пояс
Село Шумунда находится в часовой зоне МСК+6. Смещение применяемого времени относительно UTC составляет +9:00.

## Население
| 2002 | 2010 | 2021 |
| ---- | ---- | ---- |
| 193  | ↘166 | ↘132 |

Половой состав
По данным Всероссийской переписи населения 2010 года в гендерной структуре населения мужчины составляли 57,2 %, женщины — соответственно 42,8 %.
Национальный состав
Согласно результатам переписи 2002 года, в национальной структуре населения русские составляли 99 % из 193 чел.

## Инфраструктура
В селе функционируют начальная общеобразовательная школа, клуб и фельдшерско-акушерский пункт.

## Улицы
Уличная сеть села состоит из четырёх улиц.